# Konvencija Ujedinjenih naroda o pravu mora
Konvencija Ujedinjenih naroda o pravu mora (eng. The United Nations Convention on Law of the Sea; kratica: UNCLOS) je sporazum kojeg je usvojila Treća konferencija Ujedinjenih naroda o pravu mora (UNCLOS III) i ona je otvorena za potpisivanje, zajedno sa Završnim aktom Konferencije, u Montego Bayu, Jamajka, 10. prosinca 1982. Konvencija je stupila na snagu 16. studenog 1994., a Republika Hrvatska je položila odgovarajuću notifikaciju o sukcesiji kod glavnog tajnika Ujedinjenih naroda 5. travnja 1995.
Sporazum o primjeni XI. dijela Konvencije Ujedinjenih naroda o pravu mora od 10. prosinca 1982. usvojila je Opća skupština Ujedinjenih naroda rezolucijom 48/263 28. srpnja 1994. Sporazum se privremeno primjenjivao od 16. studenog 1994., a stupio je na snagu 28. srpnja 1996. Republika Hrvatska dala je pristanak biti vezana Sporazumom 5. svibnja 1995. prigodom polaganja notifikacije o sukcesiji Konvencije Ujedinjenih naroda o pravu mora kod glavnog tajnika Ujedinjenih naroda.

## UNCLOS I
Prva konferencija Ujedinjenih Naroda o pravu mora, sazvana Rezolucijom 1105/XI Opće skupštine Ujedinjenih Naroda od 21. veljače 1957. sa svrhom da se ispita pravo mora, uključujući ne samo pravne, nego i tehničke, biološke, gospodarske i političke aspekte problema, održana je od 24. veljače do 27. travnja 1958. u Ženevi, Švicarska. Ženevska konferencija, čiji je zadatak bila kodifikacija međunarodnog prava mora i njegov razvoj na temelju jedinstvenoga teksta, bez uvoda i tipskih odredbi, obradila je problematiku u četiri odbora, a u Petom odboru obrađeno je i pitanje neobalnih država. UNCLOS I rezultirala je usvajanjem četiri konvencije (tzv. Ženevske konvencije):
- Konvencija o teritorijalnom moru i vanjskom pojasu, stupila na snagu 10. rujna 1964.[1]
- Konvencija o otvorenom moru, stupila na snagu 30. rujna 1962.[2]
- Konvencija o epikontinentskom pojasu, stupila na snagu 10. lipnja 1964.[3]
- Konvencija o ribarenju i zaštiti živih resursa otvorenog mora, stupila na snagu 20. ožujka 1966.[4]

Iako je UNCLOS I smatrana uspješnom, ostavila je nekoliko bitnih pitanja nerješenim, prije svega širinu teritorijalnog mora.

## UNCLOS II
1960. održana je Druga konferencija UN-a o pravu mora (UNCLOS II). Međutim, konferencija koja se održavala šest tjedana u Ženevi, Švicarska, nije rezultirala niti jednim novim sporazumom. Općenito govoreći, zemlje u razvoju i zemlje trećeg svijeta sudjelovale su na ovoj konferenciji samo kao "saveznici" SAD-a i SSSR-a, bez značajnijeg vlastitog doprinosa.

## UNCLOS III
Treća konferencija UN-a o pravu mora sazvana je 1973. godine u New Yorku, i trajala je do 1982., uz sudjelovanje 160 država i održanih 11 zasjedanja. Kako bi se spriječio pokušaj da određene grupe država dominiraju pregovorima, konferencija je donosila odluke konsenzusom, izbjegavajući primjenu sustava većine. Rezultat UNCLOS III je Konvencija o pravu mora. Sam tekst Konvencije Ujedinjenih naroda o pravu mora usvojen je glasovanjem u New Yorku 30. travnja 1982., a Konvencija je potpisana na svečanoj sjednici u ljetovalištu Montego Bay na Jamajci 10. prosinca 1982. Konvencija je stupila na snagu 16. studenog 1994. godine, 12 mjeseci od datuma polaganja šezdesete isprave o ratifikaciji ili pristupu (šezdeseta država koja je to učinila je Gvajana).
Konvencija je uvela novi institut u međunarodno pravo mora - isključivi gospodarski pojas, koji je već postojao u običajnom međunarodno pravu, ali nije bio do kraja definiran. 
Konvencijom je predviđeno osnivaja Međunarodne vlasti za morsko dno, ali i Međunarodni sud za pravo mora.

## Potpisivanje i ratifikacija
██ ratificirale
██ potpisale, ali nisu ratificirale
██ nisu potpisale
Otvorena za potpisivanje - 10. prosinca 1982.
Stupila na snagu - 16. studenoga 1994.
Države potpisnice koje još nisu ratificirale Konvenciju - (24) Afganistan, Butan, Burundi, Esvatini, Kambodža, Srednjoafrička Republika, Čad, Kolumbija, Republika Kongo, Dominikanska Republika, Salvador, Etiopija, Iran, DNR Koreja, Liberija, Libija, Lihtenštajn, Malavi, Niger, Ruanda, Švicarska, Tajland, Ujedinjeni Arapski Emirati, Sjedinjene Američke Države.
Države koje nisu potpisale Konvenciju - (18) Andora, Azerbajdžan, Ekvador, Eritreja, Izrael,  Južni Sudan, Kazahstan, Kirgistan, Peru, San Marino, Sirija, Tadžikistan, Istočni Timor, Turska, Turkmenistan, Uzbekistan, Vatikan, Venezuela.

## Vanjske poveznice
- Tekst Konvencije UN-a o pravu mora
- Kronološka lista ratificiranja, pristupanja i sukcesije Konvencije i povezanih sporazuma